# Volontaires FC
Volontaires là một câu lạc bộ bóng đá đến từ Kanyosha, Burundi.
Đội bóng đang thi đấu ở Giải bóng đá ngoại hạng Burundi.

## Tham gia giải đấu
- Giải bóng đá ngoại hạng Burundi: 2013–
- Giải bóng đá hạng nhì quốc gia Burundi: ????–2013

## Sân vận động
Hiện tại đội bóng chơi trên sân nhà Stade Kanyosha với sức chứa 1.000 chỗ ngồi.